# Саровський ВТТ
Саровський ВТТ — підрозділ, що діяв в системі виправно-трудових таборів ГУЛАГ під оперативним керуванням УНКВД по Горьковському краю.
Час існування: організований 22.08.34 (реорганізоване Саровське табірне відділення Темніковського ВТТ);

закритий 30.12.35 (розгортання Саровської трудколонії для неповнолітніх з 01.01.36).
Дислокація: Горьковський кр., Саров (у монастирі «Саровська пустинь»)

## Історія
Утворений на місці карантинного, Сарлаг займався, в основному, лісозаготівлями та обслуговуванням дитячої трудової колонії НКВС. Він то набував самостійного статусу, то приписувався до розташованого поблизу Темлагу. Після закриття дитячої колонії і до утворення КБ-11 в 1946 році табору в Сарові не було.